# La Chapelle-Hugon
La Chapelle-Hugon ist eine französische Gemeinde mit 385 Einwohnern (Stand: 1. Januar 2022) im Département Cher in der Region Centre-Val de Loire; sie gehört zum Arrondissement Saint-Amand-Montrond und ist Teil des  Kantons La Guerche-sur-l’Aubois. 

## Geographie
La Chapelle-Hugon liegt etwa 46 Kilometer ostsüdöstlich von Bourges und etwa 18 Kilometer südwestlich von Nevers am Canal de Berry. Umgeben wird La Chapelle-Hugon von den Nachbargemeinden La Guerche-sur-l’Aubois im Norden, Apremont-sur-Allier im Osten, Neuvy-le-Barrois im Südosten, Grossouvre im Süden sowie Germigny-l’Exempt im Westen.

## Bevölkerungsentwicklung
| Jahr                      | 1962 | 1968 | 1975 | 1982 | 1990 | 1999 | 2006 | 2013 |
| Einwohner                 | 423  | 366  | 305  | 327  | 364  | 376  | 378  | 399  |
| Quelle: Cassini und INSEE |      |      |      |      |      |      |      |      |

## Sehenswürdigkeiten
- Kirche Saint-Étienne-et-Saint-Martin aus dem 12. Jahrhundert
- Schloss Les Bordes aus dem 17. Jahrhundert
- Wassermühle